# Гренада (стихотворение)
Мы ехали шагом, мы мчались в боях

И «Яблочко»-песню держали в зубах.

Ах, песенку эту доныне хранит

Трава молодая — степной малахит.

Но песню иную о дальней земле

Возил мой приятель с собою в седле.

Он пел, озирая

Родные края:

«Гренада, Гренада, Гренада моя!». 
«Грена́да» — известное стихотворение Михаила Светлова, написанное в 1926 году.

## История создания
Как рассказывал сам Михаил Светлов, стихотворение родилось в полемике с Леопольдом Авербахом, одним из идеологов РАППа, по поводу правомочности романтики в пролетарской поэзии: в посрамление РАППу, назло Авербаху он и решил написать нечто иностранно-романтическое; поначалу предполагалась даже «серенада из жизни испанских грандов».
В своё время Василий Жуковский создал, специально для переводов немецкой романтической поэзии, стихотворный размер — четырёхстопный амфибрахий с мужской рифмой; этим размером, как считали многие литературоведы, написана и «Гренада». Хотя стихотворение Светлова на самом деле написано двухстопным амфибрахием и стихов в его строфе не четыре, а восемь (во всех авторских публикациях воспроизводится именно такая разбивка, известная в русской поэзии, например, по «Цыганским песням» А. К. Толстого), у современников размер «Гренады» вызывал ассоциации именно с немецкой романтической поэзией. И, поскольку в литературных кругах было хорошо известно увлечение Светлова поэзией Г. Гейне, его «Гренада» воспринималась как заявка на роль «красного Гейне».
Между тем литературоведы отмечают в светловской «Гренаде» обращение с ритмом, характерное как для модернистской поэзии, так и для русского песенного фольклора. В годы Первой мировой войны была широко распространена солдатская песня с такими словами:
Прощайте, родные,
Прощайте, друзья,
Прощай, дорогая
Невеста моя
Песня эта могла быть известна и автору «Гренады», и почти дословное совпадение с первыми двумя строками светловского «Прощайте, родные / Прощайте семья» могло быть намеренным — попыткой создать новую солдатскую песню, герой которой не оторван от родного дома, от привычной жизни и возлюбленной силой обстоятельств, а уходит сам, чтобы осуществить свою заветную мечту.
Поскольку в стихотворении Светлова речь идёт о «Гренадской волости в Испании», имеется в виду провинция Гранада на юге Испании (а не островное государство в Карибском бассейне Гренада), но в XIX веке нормативным названием и этой провинции, и одноимённого города было именно «Гренада». С начала XX века эта транскрипция понемногу вытеснялась вариантом «Гранада»; в «Энциклопедическом словаре» Павленкова 1918 года основным вариантом названия указана «Гранада», допустимым — «Гренада».
Опубликованная в «Комсомольской правде» 29 августа 1926 года, «Гренада» Светлова сразу стала знаменитой; 31 декабря 1926 года Марина Цветаева писала Борису Пастернаку: «Передай Светлову (Молодая Гвардия), что его Гренада — мой любимый — чуть не сказала: мой лучший — стих за все эти годы. У Есенина ни одного такого не было. Этого, впрочем, не говори, — пусть Есенину мирно спится». Л. Ю. Брик вспоминала, что В. В. Маяковский одобрительно приветствовал появление новых хороших стихов и положительно относился к творчеству Светлова: «„Гренаду“ он читал дома и на улице, пел, козырял ею на выступлениях, хвастал больше, чем если бы сам написал её!».

## Отражение в культуре
Как прямое, но отчасти полемическое подражание «Гренаде» написана «Боевая песня» И. Н. Молчанова (1927): её герой теряет в бою ногу, но, в отличие от героя «Гренады», остаётся жив.
К стихотворению Светлова в разное время обращались многие композиторы, в том числе Юрий Чичков, Константин Листов, Микаэл Таривердиев, Абрам Кабаков. Одно из самых популярных переложений этого стихотворения на музыку принадлежит Виктору Берковскому.
В 1952 году Ольга Берггольц посвятила светловской «Гренаде» стихотворение «Побратимы», начинавшееся словами: «Мы шли Сталинградом…» Безымянного героя Светлова Берггольц отождествила с лётчиком Виктором Хользуновым, — в 1918 году, 13-летним подростком, он ушёл вместе с отцом на фронт, но не погиб, стал кадровым военным и в 1936—1937 годах участвовал в гражданской войне в Испании:
Но только, наверно, ошибся поэт:
тот хлопец — он белыми не был убит.
Прошло девятнадцать немыслимых лет —
он всё-таки дрался за город Мадрид.
Несколько десятилетий спустя поэт Наум Олев написал стихотворение (положенное на музыку Борисом Савельевым) «Бессмертная Гренада», которое начиналось такими словами:
Зачитанный томик светловских стихов,
Бессмертные строки острее клинков.
Популярность «Гренады» в советскую эпоху и в дальнейшем порождала немало аллюзий и прямых цитирований. Так, Денис Новиков в стихотворении «Россия» перефразирует первые строки: «Мы ехали шагом, мы мчались в боях, // Мы ровно полмира держали в зубах». Первое четверостишье «Мы ехали шагом…» Олег Медведев использовал в качестве эпиграфа к своей песне «Алые крылья». В песне Бориса Гребенщикова «Туман над Янцзы» содержится аллюзия на четверостишие «Ответь, Александровск…». Строка «Отряд не заметил потери бойца» дала название песне Егора Летова (альбом «Прыг-скок»); каждый из трёх куплетов песни завершается этой строкой. Эта же строка цитируется в песне Бориса Гребенщикова «Электрический пёс».
В октябре 2015 года в «Новой газете» было опубликовано стихотворение Дмитрия Быкова «Ненада» — пародия на «Гренаду», заканчивающаяся строчками:
Пространства рыдают, как сотня зануд.
Свои покидают, чужие клянут, —
под гнётом распада, под толщей вранья
Ненада, Ненада, Ненада моя.
В том же году вышла книга Дмитрия Строцева «Шаг», одно из стихотворений которой монтирует аллюзию к стихотворению Светлова с аллюзией к Ветхому Завету:
откуда у парня афганская грусть
откуда у парня абхазская грусть
откуда у парня донбасская грусть
не знает
не знает
где брат его
Авель

## Комментарии
1. ↑  Приводятся лишь две из 12 строф стихотворения, поскольку его текст охраняется авторскими правами.
2. ↑  Например, только так они именовались в «Энциклопедическом словаре» Брокгауза и Ефрона 1890-х годов.